# لوون استپانیان
لوون استپانیان (به ارمنی: Լեւոն Ստեփանյան) (متولد ۲۲ مارس ۱۹۷۱ در ایروان)، بازیکن سابق فوتبال در پست هافبک اهل ارمنستان می‌باشد.
او سابقهٔ بازی در باشگاه‌های آرارات ایروان، آرارات تهران، سپاهان اصفهان، ذوب‌آهن اصفهان و سپاهان نوین را در کارنامهٔ خود دارد.

## دوران باشگاهی
استپانیان که از باشگاه آرارات، به سپاهان آمده بود، بیشترین دوران فوتبال خود را در باشگاه سپاهان سپری کرد و بازی‌های درخشانی را از خود در این تیم به جای گذاشت. در زمان حضور در تیم سپاهان، از محبوب‌ترین بازیکنان این تیم بود و هواداران سپاهان لقب «استویچکوف» را به او داده و او را «لوون استویچکوف» خطاب می‌کردند. وی به عنوان یک بازیکن غیر ایرانی، سابقهٔ کاپیتانی در تیم فوتبال سپاهان را نیز دارد.

## دوران ملی
او در مدت کوتاهی که عضو تیم ملی فوتبال ارمنستان بوده است یک بازی ملی در تاریخ ۶ سپتامبر ۱۹۹۵ در مقابل تیم ملی مقدونیه و در شهر اسکوپیه انجام داده است که با پیروزی ۲ بر یک تیم کشورش مقابل مقدونیه همراه بوده است.

## مربیگری
استپانیان سابقهٔ مربی‌گری در تیم‌های پایه سپاهان، تیم سپاهان نوین و پیونیک ارمنستان را نیز دارد. او در فصل ۹۳–۱۳۹۲ دستیار منصور ابراهیم‌زاده در تیم راه‌آهن بود. وی در نیم‌فصل اول فصل ۹۴–۱۳۹۳ دستیار ابراهیم‌زاده در تیم پیکان تهران بود و در نیم‌فصل دوم این فصل، دستیار عبدالصمد مرفاوی در این تیم نیز بود. او در باشگاه‌های خونه به خونه، شهرداری ماهشهر و نفت مسجدسلیمان دستیار علیرضا مرزبان بوده است.

## افتخارات
باشگاهی
- لیگ برتر ایران
- قهرمانی در لیگ برتر فوتبال ایران ۸۲–۱۳۸۱ به همراه تیم سپاهان اصفهان
- جام حذفی ایران
- قهرمانی در جام حذفی ۸۳–۱۳۸۲ به همراه تیم سپاهان اصفهان